# Columbia County (New York)
Columbia je okres amerického státu New York založený v roce 1786. Správním střediskem je sídlo Hudson s 6 985 obyvateli v roce 2006.
Počet obyvatel: 62 955 (v roce 2006), 63 094 (v roce 2000)
Ženy: 50,3 % (v roce 2005)

## Sousední okresy
- sever – Rensselaer
- východ – Berkshire (Massachusetts)
- jihovýchod – Litchfield (Connecticut)
- jih – Dutchess
- jihozápad – Ulster
- západ – Greene
- severozápad – Albany